# Тучково
Тучково (рос. Тучково) — селище міського типу в Рузькому районі  Московської області Росії, єдиний населений пункт міського поселення Тучково. Розташований на Москві -річці, за 58 км на захід від Москви. Населення селища — 18 144 осіб. (2015). У селищі знаходиться однойменна залізнична станція Тучково, на залізничній лінії Москва — В'язьма (від Білоруського вокзалу).

## Історія
Селище назване на честь героїв  війни 1812 року братів Тучкових. Засноване в 1904 році на місці полустанку Мухін Смоленської залізниці (нині — станція Тучково). 20 лютого 1934 року, згідно з указом Президії ВЦВК, селище Тучково було віднесено до категорії робітничих селищ.